# Rejon szewczenkowski (Lwów)

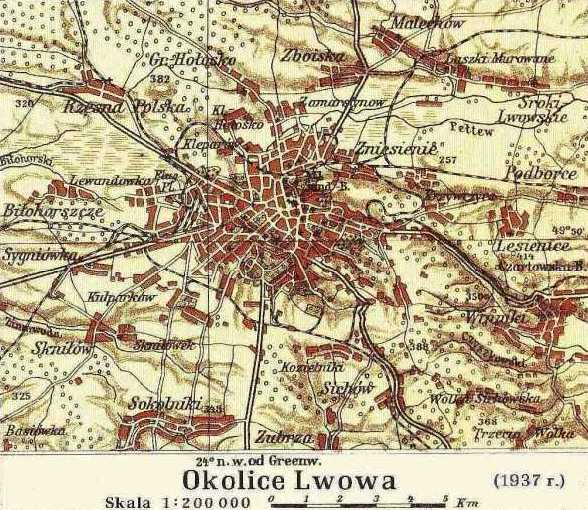
Okolice Lwowa, mapa topograficzna, 1937

Rejon szewczenkowski (ukr. Шевченківський район) – dzielnica administracyjna Lwowa położona na północ od Starego Miasta, na obszarze m.in. dawnej Dzielnicy III; obejmuje Hołosko, część Kleparowa, Podzamcze, Rzęsną Polską, Rzęsną Ruską, Zamarstynów, Zboiska oraz Brzuchowice; pełni funkcje mieszkaniowe i rekreacyjne.